# لبه‌اره‌ای
لبه‌اره‌ای (نام علمی: Gomphia serrata) نام یک گونه از تیره چشم‌کبوتریان است.